# ノースカロライナ州立法府

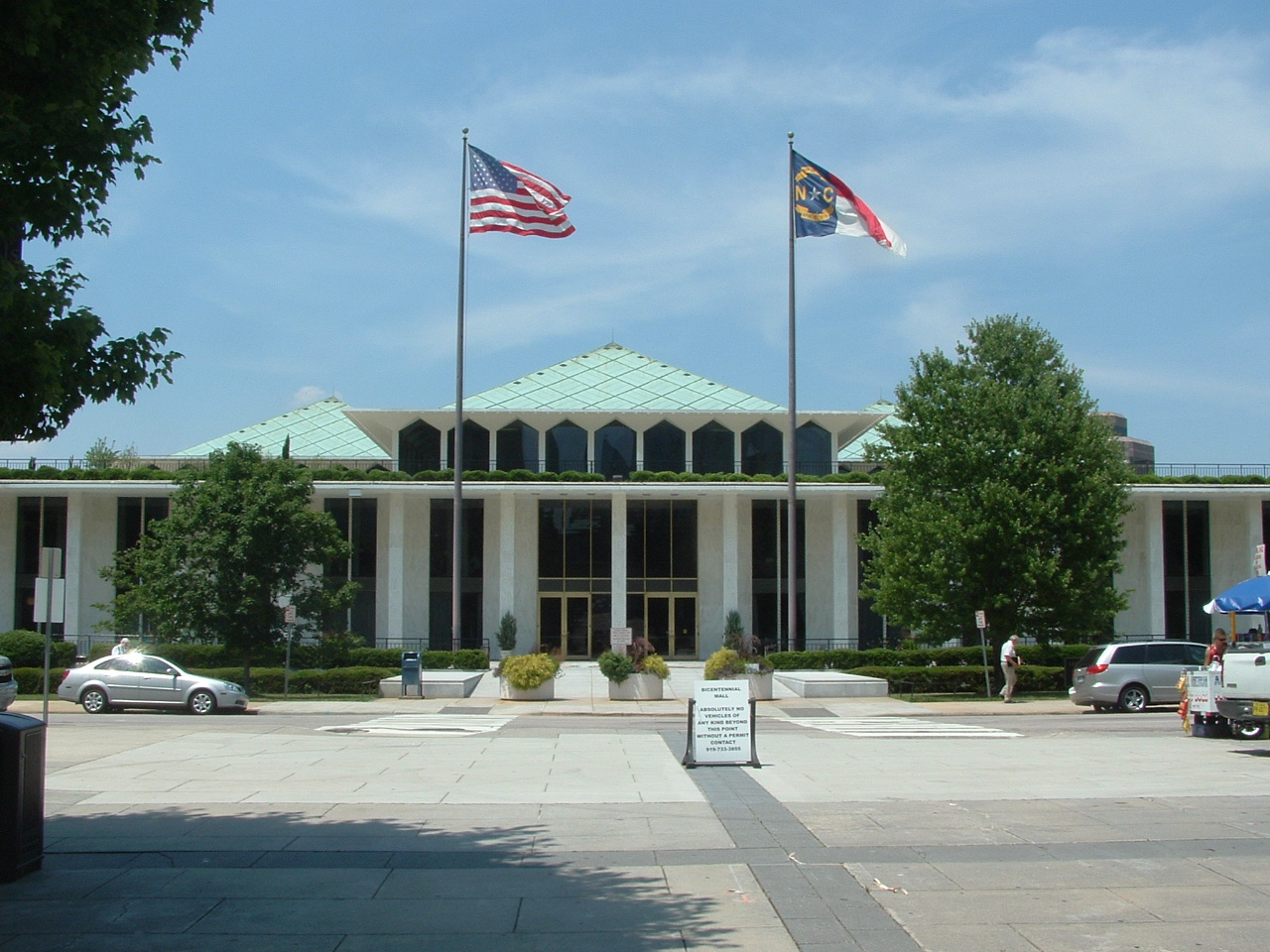
ノースカロライナ州立法府

ノースカロライナ州立法府（ノースカロライナしゅうりっぽうふ、North Carolina State Legislative Building）は、アメリカ合衆国ノースカロライナ州の州都ローリーに立地する同州議会の議場。1963年に落成し、それまでノースカロライナ州会議事堂にあった州議会の議場が移転された。立法府の庁舎は州会議事堂の1ブロック北に建っている。
庁舎の建設には建物と内外装をあわせて55億ドルの費用を要した。これはノースカロライナ州民1人あたり1ドル24セント（当時）ということであった。
約6.7mの幅を有する赤絨毯敷きの階段は正面玄関から3階にある上下両院の傍聴席まで続いている。屋上や四隅には小さな庭園が造られている。上下両院の本会議場の入口に設置されている両開きの扉は真鍮製で、その重さは約770kgである。ロタンダには直径約3.6m、重さ約340kgの真鍮製のシャンデリアがつけられている。本会議場およびメイン階段にも真鍮製のシャンデリアがつけられており、こちらは直径約2.4m、重さ約190.5kgである。
州立法府は週7日一般公開されており、見学ツアーもある。 

## 註
1. ↑  The North Carolina State Capitol Building.
2. 1 2  State Library of N.C.
3. ↑  N.C. General Assembly web site.